# Liste der Biografien/Sej
Liste der Biografien |
Portal Biografien |
Personensuche
# |
A |
B |
C |
D |
E |
F |
G |
H |
I |
J |
K |
L |
M |
N |
O |
P |
Q |
R |
S |
T |
U |
V |
W |
X |
Y |
Z |
?
 
Sa |
Sb |
Sc |
Sd |
Se |
Sf |
Sg |
Sh |
Si |
Sj |
Sk |
Sl |
Sm |
Sn |
So |
Sp |
Sq |
Sr |
Ss |
St |
Su |
Sv |
Sw |
Sy |
Sz
 
Sea |
Seb |
Sec |
Sed |
See |
Sef |
Seg |
Seh |
Sei |
Sej |
Sek |
Sel |
Sem |
Sen |
Seo |
Sep |
Seq |
Ser |
Ses |
Set |
Seu |
Sev |
Sew |
Sex |
Sey |
Sez
Die Liste der Biografien führt alle Personen auf, die in der deutschsprachigen Wikipedia einen Artikel haben. Dieses ist eine Teilliste mit 35 Einträgen von Personen, deren Namen mit den Buchstaben „Sej“ beginnt.

## Sej

### Seja
- Seja, Rieke (* 1999), deutsche Schauspielerin
- Séjan, Nicolas (1745–1819), französischer Komponist und Organist
- Sejanamane, Mafa (* 1951), lesothischer Politikwissenschaftler und Botschafter
- Sejas, Mathías (* 1995), uruguayischer Fußballspieler

### Sejd
- Sejdić, Mirsad (* 1953), jugoslawischer Fußballspieler
- Sejdini, Zekirija (* 1972), österreichischer islamischer Theologe und Religionspädagoge mit nordmazedonischen Wurzeln
- Sejdiu, Altuna (* 1985), mazedonisch-albanische Sängerin
- Sejdiu, Fatmir (* 1951), kosovarischer PolitikerFatmir Sejdiu (* 1951)

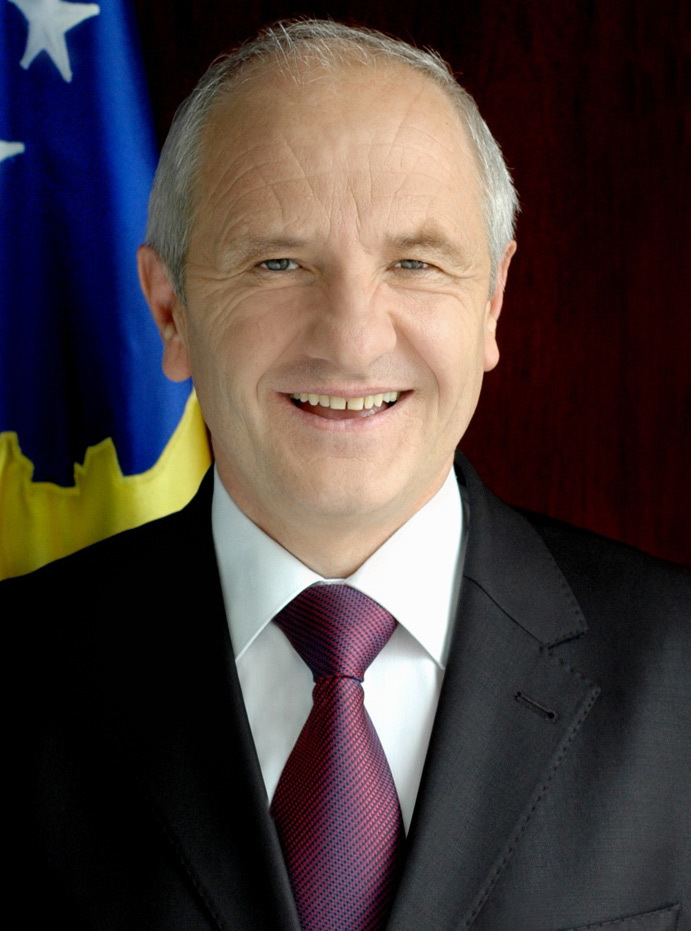
Fatmir Sejdiu (* 1951)

- Sejdiu, Patriot (* 2000), kosovarisch-schwedischer Fußballspieler

### Seje
- Sejersted, Adrian Smiseth (* 1994), norwegischer Skirennläufer
- Sejersted, Arne (1877–1960), norwegischer Segler
- Sejersted, Francis (1936–2015), norwegischer Historiker
- Sejersted, Lotte Smiseth (* 1991), norwegische Skirennläuferin
- Sejest, Iraida Borissowna (1902–1981), sowjetische Klassische Archäologin

### Seji
- Sejima, Kazuyo (* 1956), japanische Architektin
- Sejitbek uulu, Munarbek (* 1996), kirgisischer Boxer

### Sejk
- Sejko, Bledar (* 1972), albanischer Rockmusiker
- Sejko, Teme (1922–1961), albanischer Konteradmiral und kommunistischer Politiker

### Sejn
- Šejna, Jan (1927–1997), tschechoslowakischer Generalmajor
- Sejna, Marco (* 1972), deutscher Fußballspieler
- Sejna, Peter (* 1979), slowakischer Eishockeyspieler
- Sejnalowa, Sabina (* 2004), ukrainische Tennisspielerin
- Šejnost, Josef (1878–1941), tschechischer Bildhauer und Medailleur
- Sejnowski, Terrence J. (* 1947), US-amerikanischer Neurowissenschaftler

### Sejo
- Sejo (1417–1468), 7. König der Joseon-Dynastie in Korea
- Sejong (1397–1450), 4. König der Joseon-Dynastie in Korea
- Sejonienė, Jurgita (* 1981), litauische Politikerin, Mitglied des Seimas
- Séjour, Victor (1817–1874), afroamerikanischer Schriftsteller französischer Sprache
- Séjourné, Emmanuel (* 1961), französischer Komponist und Perkussionist
- Séjourné, Laurette (1914–2003), franco-mexikanische Altamerikanistin
- Séjourné, Paul (1851–1939), französischer Bauingenieur
- Séjourné, René (1930–2018), französischer Geistlicher, römisch-katholischer Bischof von Saint-Flour
- Séjourné, Stéphane (* 1985), französischer Politiker (LREM), MdEPStéphane Séjourné (* 1985)

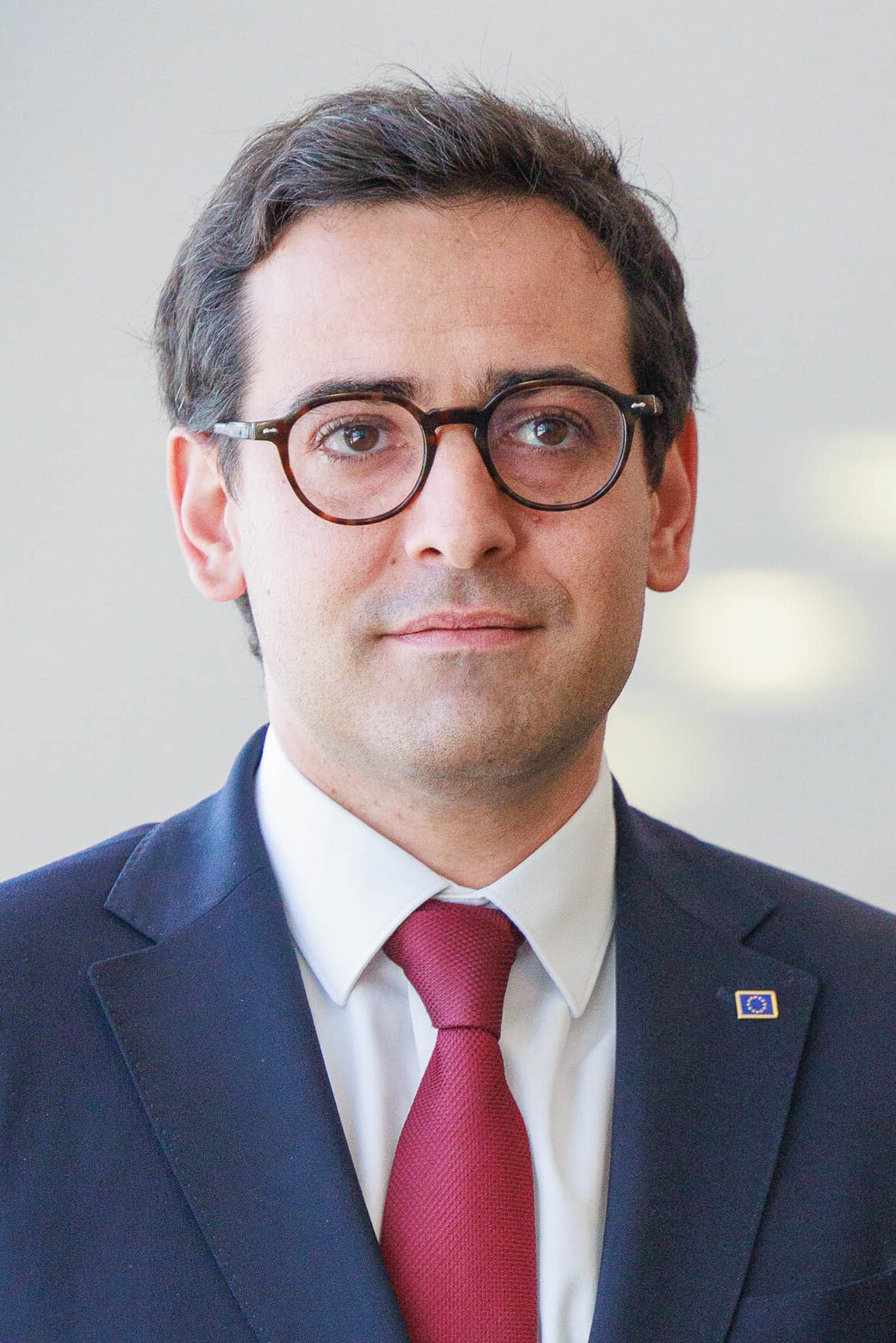
Stéphane Séjourné (* 1985)

### Sejr
- Sejr, Simon (* 1996), dänischer Handballspieler

### Seju
- Sėjūnas, Algimantas (* 1941), litauischer Politiker